# دينتون وريديتش (دائرة انتخابية في المملكة المتحدة)
دينتون وريديتش (بالإنجليزية: Denton and Reddish)‏ هي إحدى الدوائر الانتخابية في المملكة المتحدة الممثلة في مجلس العموم في برلمان المملكة المتحدة.
عضو البرلمان الذي يمثلها حالياً هو :Andrew Gwynne (Lab).